# Bantva
Bantva oder Bantwa (Gujarati: બંટવા) ist eine Kleinstadt im indischen Bundesstaat Gujarat.
Die Stadt ist Teil des Distrikts Junagadh. Bantva hat den Status einer Municipality (Nagar Palika). Die Stadt ist in 7 Wards gegliedert.

## Demographie
Bantva hatte am Stichtag der Volkszählung 2011 insgesamt 15.291 Einwohner, von denen 7.846 Männer und 7.445 Frauen waren. Hindus bilden mit einem Anteil von ca. 97 % die größte Gruppe der Bevölkerung in der Stadt gefolgt von Muslimen mit ca. 2 %. Die Alphabetisierungsrate lag 2011 bei 82,51 %.

## Geschichte
Vor der Unabhängigkeit Indiens 1947 war Bantva Teil des Fürstenstaats Manavadar (Staat) (engl. Bantva-Manavadar) Britisch-Indiens im Osten der Halbinsel Kathiawar, der 1760 gegründet und bis Februar 1948 von Khan Himmat Khan, Sohn von Khan Amir Khan, aus der muslimischen Babi-Familie des Staates Junagadh lokal regiert wurde.
Vor 1947 betrug die Einwohnerzahl von Bantva etwa 20.000; 80 % der Bevölkerung gehörten zur muslimischen Memoniten-Gemeinschaft (engl. memons), die größtenteils nach Pakistan oder andere Teile Indiens auswanderten.

## Persönlichkeiten
Bantva war Geburtsort zahlreicher prominenter Persönlichkeiten. Die bekanntesten sind unter anderem der Philanthrop Abdul Sattar Edhi, dessen Frau Bilquis Edhi und der pakistanische Industrielle Ahmed Dawood.